# Tat'jana Lioznova
Tat'jana Michajlovna Lioznova (in russo Татья́на Миха́йловна Лио́знова?; Mosca, 20 luglio 1924 – Mosca, 29 settembre 2011) è stata una regista sovietica, nota per la sua serie TV Semnadcat' mgnovenij vesny (1973).

## Biografia
Suo padre era Moses Lioznov (1894-1941), un ingegnere economico, originario di una colonia agricola ebraica. Morì durante la seconda guerra mondiale, combattendo nella milizia. Sua madre era Ida Israel Lioznova (1899-1978), originaria del villaggio di Korjukovka nella provincia di Černigov. Aveva tre classi di istruzione, teneva un laboratorio di taglio e cucito a Mosca. Lioznova visse con sua madre per tutta la vita.

## Filmografia

### Regista
- The Memory of the Heart (1958)
- Evdokija (Евдокия) (1961)
- Im pokorjaetsja nebo (1963)
- Rano utrom (Рано утром) (1965)
- Early in the Morning (1966)
- Tri topolja na Pljuščiche (Три тополя на Плющихе) (1967)
- Diciassette momenti di primavera (Семнадцать мгновений весны) (1973)
- We, the Undersigned (1981)
- Karnaval (1981)
- End of the World with Symposium to Follow (1986)